# Zoja Kosmodiemjanska

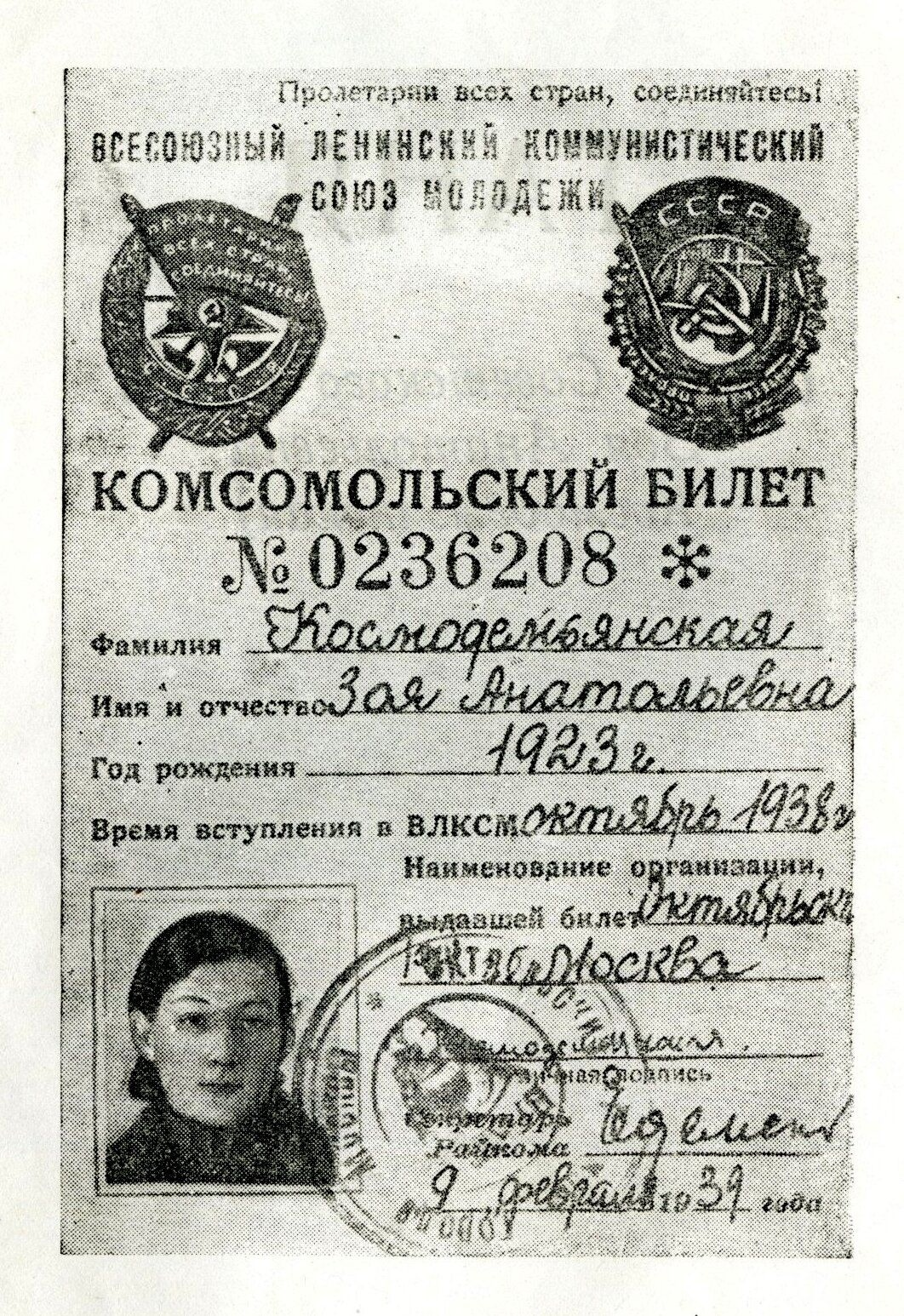
Legitymacja komskomolska Zoi Kosmodiemjanskiej

Zoja Anatoljewna Kosmodiemjanska (ros. Зоя Анато́льевна Космодемья́нская) ps. „Tania” (ur. 8 września 1923 w Osino-Gaj, zm. 29 listopada 1941 w Pietriszczewie) – radziecka partyzantka, czerwonoarmistka, uznawana za bohaterkę Wielkiej wojny ojczyźnianej. Pierwsza kobieta, która otrzymała tytuł Bohatera Związku Radzieckiego.

## Dzieciństwo i pochodzenie
Pochodziła z rodziny prawosławnych duchownych z tradycjami służby cerkwi sięgających kilku pokoleń. Jej dziadek – Piotr Iwanowicz, duchowny miejscowej cerkwi został w sierpniu 1918 zamordowany przez bolszewików. Jej ojciec – Anatolij Pietrowicz Kozmodiemjanski (pisał się przez „z”) studiował w seminarium, którego jednak nie ukończył z powodu jego zamknięcia. Rozpoczął życie świeckie i ożenił się z Lubow Czurikową. W 1929, za sprzeciw wobec kolektywizacji, cała rodzina została zesłana na Syberię, choć według innych źródeł była to dobrowolna ucieczka z obawy przed aresztowaniem. Po roku jednak, dzięki staraniom ciotki Zoi – Olgi, która pracowała w Narkomprosie (ministerstwie oświaty), cała rodzina przyjechała do Moskwy. W 1933 po nieudanej operacji zmarł ojciec Zoi, która wraz z młodszym bratem Aleksandrem została półsierotą. W szkole Zoja była dobrą uczennicą o zainteresowaniach humanistycznych. W październiku 1938 wstąpiła do Komsomołu. Bardzo szybko stała się jego aktywistką i została wybrana grupową, jednak później tej funkcji ją pozbawiono. W rezultacie, jak później wspominała jej matka, nabawiła się choroby nerwowej. W 1940 zachorowała na zapalenie opon mózgowych i przybywała w sanatorium, gdzie nawiązała znajomość z pisarzem Arkadijem Gajdarem. W tym samym roku, pomimo absencji, ukończyła Szkołę Średnią nr 201 w Moskwie.

## Służba wojskowa
31 października 1941 Zoja zgłosiła się jako ochotnik-komsomolec do służby w Armii Czerwonej i została żołnierzem grupy zwiadowczo-dywersyjnej, noszącej oficjalnie nazwę: „Jednostka partyzancka nr 9903 sztabu Frontu Zachodniego”. Po krótkim przeszkoleniu została w listopadzie 1941 przerzucona w rejon Wołokołamska i koło wsi Obuchowo przekroczyła linię frontu (w nocy 6/7 listopada na odcinku 316 Dywizji). W tym samym miesiącu, na podstawie rozkazu Stalina nr 428 o pozbawieniu armii niemieckiej kwater zimowych i niszczeniu w związku z tym wszelkich zabudowań w strefie działań frontowych, oddział Zoi otrzymał zadanie spalenia 10 osad i wsi, w tym wieś Pietriszczewo w okręgu moskiewskim.

### Akcja w Pietriszczewie
W sile dwóch dziesięcioosobowych grup 18 listopada oddział przystąpił do wykonania zadania. Tuż po rozpoczęciu akcji obie grupy zostały ostrzelane i rozbite pod wsią Gołowkino, 10 km od Pietriszczewa. Niedobitki grupy Zoi – trzy osoby łącznie z nią, 27 listopada dotarły do celu i podpaliły we wsi trzy domy. W rezultacie tych działań jeden partyzant został schwytany, a jeden wycofał się. Zoja pozostała sama i następnego dnia wieczorem ponowiła próbę spalenia wsi. Została zauważona przez jednego z miejscowych gospodarzy Swiridowa – członka powołanej przez okupantów straży wiejskiej (rozstrzelany później przez partyzantów za kolaborację) i schwytana przez Niemców.

### Śmierć
Pomimo bicia, Zoja nie powiedziała na przesłuchaniu nic, poza swoim pseudonimem. Przez kilka następnych godzin, boso i w samej bieliźnie przy mrozie, w asekuracji wartownika, była prowadzana po wsi. Niemcy liczyli, że ktoś z mieszkańców może ją rozpozna. Demonstracja ta spotkała się jedynie z wrogą reakcją pogorzelców ze spalonych w dniu poprzednim zabudowań – Soliny i Smirnowej, które obrzuciły ją obelgami i wylały na nią wiadro z pomyjami (obydwie zostały później rozstrzelane przez partyzantów).
Następnego dnia o 10:30 rano Kosmodiemjanską wyprowadzono na główną ulicę wsi i publicznie powieszono z tabliczką z napisem w języku rosyjskim i niemieckim: „Podpalacz domów”. Według świadków do końca zachowywała niezłomną postawę i wykrzykiwała propagandowe frazesy do tłumu oraz groźby pod adresem oprawców. Jej ciało około miesiąca wisiało na szubienicy ku przestrodze i niejednokrotnie było poddawane beszczeszczeniu ze strony przechodzących przez wieś oddziałów niemieckich. W Nowy Rok 1942 roku pijani niemieccy żołnierze zerwali je w końcu ze sznura i po raz kolejny zbezcześcili. To właśnie wtedy (a nie podczas przesłuchania miesiąc wcześniej) odcięto jej bagnetami pierś. Następnego dnia niemieckie dowództwo poleciło mieszkańcom wsi rozebrać szubienicę, a zwłoki pogrzebać pod wsią.
Po wojnie jej ciało zostało pochowane na cmentarzu Nowodziewiczym w Moskwie.

## Kult
O losie Zoi stało się głośno po artykule Piotra Lidowa pt. Tania opublikowanym w „Prawdzie” w styczniu 1942. W tym samym dniu wieczorem nadano go w ogólnokrajowej audycji radiowej. Jego autor o śmierci partyzantki usłyszał przypadkiem od naocznego świadka, mieszkańca wsi Pietriszczewo. Niedługo potem do redakcji dziennika dostarczono kilka fotografii z egzekucji Zoi, znalezionych przy zabitym żołnierzu niemieckim, które opublikowano. Miesiąc później, 16 lutego 1942, Zoi został przyznany pośmiertnie tytuł Bohatera Związku Radzieckiego (jako pierwszej kobiecie w historii) i Order Lenina.  Po wojnie, stała się ikoną propagandy ZSRR. Jej imieniem nazywano szkoły i ulice, była bohaterką książek, wierszy, obrazów i rzeźb. Jej postać występuje w kilku filmach, poświęcono jej muzea (istniejące po dziś dzień), jej imieniem nazwano dwa statki i planetoidę. Jako wzór komunistycznego wychowania dla młodzieży była patronką Komsomołu w czasach ZSRR.

### Wątpliwości
Wraz z pieriestrojką i idącą za nią krytyką systemu komunistycznego w ZSRR nieskazitelny obraz Zoi Kosmodiemjanskiej również zaczął budzić wątpliwości. Najpoważniejszym zarzutem wysuwanym wobec niej było oskarżenie o schizofrenię. W 2000 roku rosyjski historyk Konstantin Zalesski w jednej ze swoich prac napisał, że Zoja nie została aresztowana przez Niemców, a schwytana przez miejscowych chłopów, wzburzonych podpaleniem ich gospodarstw. Mieli oni następnie oddać ją w ręce żandarmerii niemieckiej w sąsiedniej miejscowości, ponieważ w Pietriszczewie oddziały niemieckie w ogóle nie stacjonowały. Według Zalesskiego prawie wszyscy mieszkańcy wsi zostali po wyzwoleniu wywiezieni w nieznanym kierunku. Historyk w ogóle podawał w wątpliwość tożsamość powieszonej w Pietriszczewie dziewczyny. Najnowsze doniesienia prasowe o sprawie Zoi Kosmodiemjanskiej podają, że została ona wydana przez dowódcę oddziału, również komsomolca, Wasilija Kłubkowa, który po schwytaniu go przez Niemców zadeklarował współpracę i w zamian za uwolnienie uprzedził ich o powtórnej akcji z 28 listopada. Miał on się do tego przyznać na przesłuchaniu w Smierszu, jednak informacje te trudno już dziś zweryfikować (sam Kłubkow został rozstrzelany za zdradę ojczyzny w kwietniu 1942).

## Pamięć

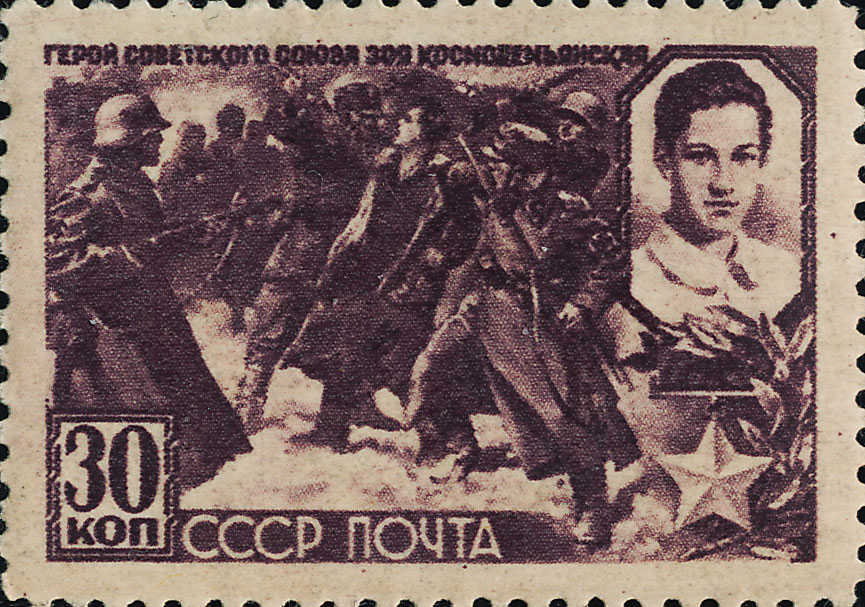
Pojmanie Zoi Kosmodiemjanskiej na znaczku poczty ZSRR z 1942

### Odznaczenia
- Złota Gwiazda Bohatera Związku Radzieckiego – pośmiertnie 14 lutego 1942[8]
- Order Lenina – pośmiertnie 14 lutego 1942

### W sztuce
w literaturze
- Margarita Aligier – wiersz pt. Zoja, za który w 1943 autorka otrzymała Nagrodę Stalinowską.
- Lubow Kosmodiemjanska (matka Zoi) – powieść pt. Powiest’ o Zoje i Szurie
- w 1961 Wiaczesław Kowalewski napisał o niej dwutomową powieść pt. Nie bojsia smierti
- w 1975 Nikołaj Borisow napisał jej biografię pt. S imieniem Zoi
- wiersze o Zoi pisali: poeta turecki Nâzım Hikmet i chiński Ai Qing.

w malarstwie

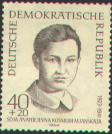
Zoja Kosmodiemjanska na znaczku poczty NRD z 1967

- Kukryniksy – Zoja Kosmodiemjanskaja (1942-1947)
- Dmitrij Moczalski – Zoja Kosmodiemjanskaja (1942-1946)
- Konstantin Szczekotow – Posledniaja nocz' (1948–1949)

w filmie
- Zoja – film Leo Arsztama z 1944

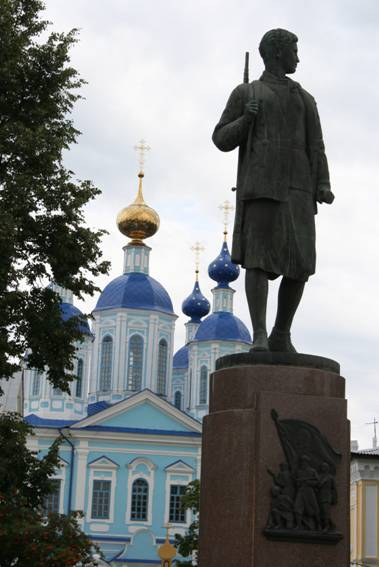
Pomnik Kosmodiemjanskiej w Tambowie

- Bitwa o Moskwę – film Jurija Ozierowa z 1985
- Zoya – film z 2020

w malarstwie
- Zoja Kosmodiemjanska – balet Wano Muradelego

w rzeźbie
- pomnik przy Drodze Białoruskiej k. Pietriszczewa
- pomnik w Osinowych Gajach – rodzinnej wsi Zoi
- pomnik na peronie stacji Partizanskaja moskiewskiego metro
- Pomnik w Petersburgu w Moskiewskim Parku Zwycięstwa
- pomnik w Kijowie na skwerze jej imienia
- pomnik w Charkowie na Skwerze Zwycięstwa
- pomnik w Saratowie przy ulicy jej imienia
- pomnik w Tambowie przy ulicy Zwycięstwa
- pomnik w Czelabińsku przy ulicy Noworossijskiej
- pomnik w Rybińsku przy ulicy jej imienia
- liczne popiersia i tablice pamiątkowe w szkołach jej imienia na terenie krajów byłego ZSRR i bloku wschodniego.

w muzealnictwie
- muzea w szkołach: podstawowej w Osino-Gaju – rodzinnej wsi Zoi oraz szkole nr 201 w Moskwie
- muzeum we wsi Pietriszczewo – miejscu śmierci Zoi

### W astronomii
- planetoida (1793) Zoya
- planetoida (2072) Kosmodemyanskaya